# Pedro Fernández de Híjar y Gil
Pedro Fernández de Híjar y Gil, "El Señalero" (c. 1263 – c. 1322) fue el segundo señor de Híjar. Era hijo de Pedro Fernández de Híjar y de Marquesa Gil de Rada y López de Haro. 

## Señor de Híjar
Agregó al señorío de Híjar la mitad de Belchite y La Puebla de Albortón  por matrimonio. Juró los privilegios de Híjar en un texto en aragonés medieval:

Sepan todos omnes que martes día de Sant Luch 17 días andados de Octubre fue cridado concello publicament por la villa de Ixar y aplegado de los vecinos del mismo lugar en el castiello de Ixar ante el noble don Pero Ferrandez sennior del dicto lugar, filius que fué del noble don Pero Ferrandez et donna Marquesa Gil de Rada muller del, sennyores que fueron de Ixar et demostraron el dicto concello y leyer ficieron ante el dicto noble el privilegio de la población de Ixar

En 1307 el ayuntamiento de Híjar entabló pleito con el  ayuntamiento de Alcañiz por las fronteras de una dehesa, pleito que perdió.
Fundó el Hospital de la Santa Cruz en Híjar con un reglamento escrito en aragonés:

con cuatro leitos para recibir freires y personas honradas que por dios querran allí albergar

Logró del papa Juan XXII la categoría de colegiata para la iglesia parroquial en el año 1319.

## Acciones fuera de la Baronía
En el año 1304 intervino en la partición del Reino de Murcia y en el 1310 participó en la Guerra de Granada.
El 15 de abril de 1309 fue nombrado Alférez Señalero Mayor de la Santa Iglesia Romana por el rey de Aragón o gonfonalero:

Sepan todos hommes que como nos, don Pero Ferrández, sennyor de Ixar, senyalero de la Santa Yglesia de Roma, por el sennyor rey, de liçençia e ordenamiento del senyor papa Juhan XXII que agora yes...

El 19 de abril de 1311 asistió a las cortes generales que se celebraron en la Catedral de San Salvador de Zaragoza
En 1316 el rey lo envió a Nápoles y Sicilia para concertar la paz entre los reyes Roberto de Anjou y Fadrique III, aprovechando un viaje a Palermo del señor de Híjar por motivos personales, aunque el rey lo eligió por su capacidad de mediador y su recalcada lealtad al mismo.
A comienzos de 1318 renunció a sus títulos en favor de su hijo Alfonso, pero no renunció a la idea de participar en las cruzadas y en 1318 embarcó para Tierra Santa por petición del rey desde el 7 de septiembre de 1316.
Ingresó como fraile en la Orden de Santo Domingo de Guzmán y ordenó en su testamento el 6 de enero de 1318  ser enterrado en la Iglesia de los Padres Predicadores de Zaragoza.

## Matrimonios y descendencia
Se casó tres veces, la primera con María Fernández de Luna, hija de Lope Fernández de Luna y de Eva Ximénez de Urrea, la segunda con Costanza Maza Bergua y Pérez de Luna, hija de Blasco de Maza y Bergua, señor de Vilamarxant, y la tercera con Cilia de Anglesola, hija de Ramón de Anglesola, VIII señor de Anglesola, y de Juana de Vilademany, teniendo tres hijos con la tercera: 
- Marquesa Fernández y Anglesola, que casó en 1329 con Blasco III de Alagón, señor de Sástago y de Pina y alférez mayor de Pedro IV
- Sibila Fernández y Anglesola,
- Alfonso Fernández de Híjar y Anglesola, quien heredó el señorío con 15 años.[1]